# Robert F. McGowan
Robert Francis McGowan (Denver, 11 de julio de 1882-Santa Mónica, 27 de enero de 1955) fue un director y productor cinematográfico de nacionalidad estadounidense, conocido por dirigir la serie de cortos de La Pandilla desde 1922 hasta 1933.

## Biografía
Nacido en Denver, Colorado, en sus inicios McGowan trabajó como bombero. Sin embargo, un accidente durante un rescate en un incendio en Denver le dejó como secuela una cojera permanente. En la década de 1910 decidió mudarse a California, donde conoció a Hal Roach, un aspirante a productor cinematográfico que puso en marcha un estudio propio en 1914. En 1920 McGowan era director en el estudio de Roach, y en 1921 empezó a trabajar en las primeras entregas de la serie La Pandilla.
La serie de La Pandilla tuvo su época de mayor popularidad bajo la dirección de McGowan. Cuando él enfermó a finales de la década de 1920 y hubo de ser sustituido por su sobrino, Robert A. McGowan (con el nombre artístico de "Anthony Mack" para distinguirle de su tío), durante un período de dos años, la serie se resintió. McGowan trabajaba con naturalidad con los niños y sabía cómo explicarles las escenas y los gags, consiguiendo de ellos convincentes actuaciones. Sus actores favoritos en la serie eran Allen "Farina" Hoskins, Mary Kornman, Matthew "Stymie" Beard, y George "Spanky" McFarland. 
La hija de McGowan, Jerry, fue actriz y bailarina, participaba a menudo en las reuniones previas de La Pandilla e intervino en el corto Shivering Shakespeare.
McGowan dejó La Pandilla en 1933, al no verse capaz de soportar por más tiempo la tensión propia del trabajo con estrellas infantiles. Pasó a Paramount Pictures, donde dirigió largometrajes como One Too Many (1934), Frontier Justice, y Too Many Parents. McGowan volvió a dirigir un último corto de La Pandilla (Divot Diggers) en 1936, y posteriormente produjo para Hal Roach dos cintas derivadas de la serie, Curley y Who Killed Doc Robbin, antes de retirarse de la dirección en la década de 1940.
Robert F. McGowan falleció a causa de un cáncer en Santa Mónica (California) en 1955. Tenía 72 años de edad. Su sobrino, Robert A. McGowan, falleció cinco meses más tarde.